# Mechowce
Mechowce (Oribatida) – grupa saprofagicznych stawonogów z podgromady roztoczy. Mechowce stanowią grupę parafiletyczną, ponieważ istnieją mocne dowody (np. obecność homologicznych gruczołów opistonotalnych) na ich wspólne pokrewieństwo z Astigmata. Jednakże ze względu na duże różnice w biologii obu grup roztoczy, wciąż stosuje się tradycyjny podział. Do znanych polskich badaczy, którzy poświęcili swoją działalności naukową mechowcom, zalicza się: Piotra Skubałę i Ziemowita Olszanowskiego. 

## Morfologia
Mechowce wykazują duże zróżnicowanie morfologiczne. Ciało większości gatunków pokryte jest mocnym chitynowym pancerzem. Wyjątkiem od tej reguły są osobniki młodociane oraz starsze ewolucyjnie grupy. Ciało w zależności od stopnia sklerotyzacji przybiera różne barwy, od białego, poprzez żółtawy i różne odcienie brązu aż do czarnego.
Ciało mechowców dzieli się na dwie tagmy - proterosomę oraz hysterosomę. W skład tej pierwszej wchodzi 5 segmentów, w których obrębie znajduje się gnatosoma (3 segmenty) oraz dwie pary odnóży (I i II para). Od strony grzbietowej proterosoma przykryta jest tarczką (prodorsum). U wszystkich Oribatida (z wyjątkiem grupy Palaeosomata) osłania ona całkowicie również narządy gębowe. Szczękoczułki zwykle są masywne, z krótkimi, ząbkowanymi palcami.
Kolejną istotną (zwłaszcza w taksonomii) strukturą są sensilusy. Jest to znajdująca się na grzbietowej stronie proterosomy para szczecin. Struktury te osadzone są w kubeczkowatych zagłębieniach (botridia) i przybierają różnorodne kształty, np. buławkowaty, wrzecionowaty, pierzasty. U gatunków wodnych ulegają uwstecznieniu, a nawet zanikowi. 
Hysterosoma składa się z dwóch segmentów z odnóżami (III i IV para) oraz ośmiu segmentów opistosomalnych, przykryta jest tarczką - notogaster - i przybiera ona najczęściej półkolisty kształt.  

## Ekologia
Nazwa pochodzi stąd, iż pierwszych obserwacji tych zwierząt dokonywano na mchach. Obecnie wiadomo, że występują głównie w glebie, lecz powszechne są również w innych miejscach np. butwiejących drewnie, porostach, gniazdach ssaków, ptaków, owadów, na skałach, roślinności zielnej oraz pniach, liściach i gałęziach drzew itp. Niektóre gatunki są ściśle wyspecjalizowane do życia w konkretnym środowisku. Przykładowo Aribates javensis jest taksonem myrmekofilnym, który nie jest w stanie przeżyć bez opieki mrówek z rodzaju Myrmecina. Podejrzewa się, że roztocze wykorzystywane są przez owady, jako dodatkowe źródło pokarmu w przypadku jego niedoboru. 
Mechowce to saprofagi, więc biorą znaczny udział w rozkładzie martwej materii organicznej, lecz mogą żywić się także grzybnią, glonami, porostami, bakteriami, nicieniami.
W organicznych poziomach gleb leśnych strefy umiarkowanej na powierzchni 1 m² można znaleźć kilkaset tysięcy mechowców (nierzadko ponad milion), wśród których wyróżnić można co najmniej 100 gatunków. 
W wielu środowiskach lądowych biomasa mechowców przewyższa biomasę ptaków i ssaków, a ich produkcja netto jest dwukrotnie wyższa niż gryzoni i sześciokrotnie wyższa niż ptaków, żyjących na tym samym terenie. Są to bardzo małe zwierzęta (długość ciała: 0,1 do 2,5 mm).
W Polsce występuje ponad 500 gatunków mechowców, a na świecie ponad 11000.

## Rozmnażanie i rozwój
Wszystkie mechowce są rozdzielnopłciowe, lecz rzadko występuje dymorfizm płciowy. Samce zwykle pozostawiają spermatofory na hailinowym styliku, na który samica nasuwa ciało i odcina główkę za pomocą tarczek genitalnych.
W rozwoju mechowców wyróżniamy 6 stadiów: prelarwa, larwa, protonimfa, deutonimfa, tritonimfa oraz dorosły. Osobniki młodociane cechują słabo sklerytyzowanymi, jasnymi i półprzezroczystymi powłokami ciała. Posiadają one również niekiedy inny skład wydzielin gruczołów opistonotalnych. U niektórych gatunków stadia preimaginalne drążą kanały w martwym drewnie.   
W obrębie tej grupy roztoczy występuje aż 10% gatunków rozmnażających się partenogenetycznie, na drodze telitokii. U niektórych taksonów samce pojawiają się sporadycznie, lecz są nieaktywne płciowo, ponieważ produkowane przez nie spermatofory, są ignorowane przez samice. Do partenogenetycznych gatunków zalicza się Oppiella nova, która jest uważana za jeden z najliczniejszych oraz najszerzej rozpowszechnionych stawonogów na ziemi.

## Przystosowania obronne
Mechowce wyposażone są w liczne przystosowania obronne. U większości gatunków dorosłe osobniki pokryte są grubym chitynowym pancerzem, który chroni przed wysychaniem oraz drapieżnikami. Jednakże niektóre taksony z grupy Scydmaenidae przystosowała się do polowania na nie. Część mechowców wyposażona w pteromorfy, czyli w płytki służące do ochrony odnóż, które u niektórych rodzin np. Galumnidae są ruchome.  
Z kolei roztocze z grupy Ptyctima posiadają elastyczne powłoki ciała otaczające nasady nóg, dzięki czemu zdolne są do stawowego zgięcia i połączenia proterosomy oraz hysterosomy. W powstałą szczelinie wciągane są odnóża, co pozwala uchronić je przed drapieżnikami. 
Większość mechowców posiada również tzw. gruczoły opistonotalne, zawierające odstraszające substancje np. izomery cytralu, cyjanowodór. Niektóre gatunki produkują również alkaloidy o nieznanej funkcji i źródle. Podejrzewa się, że mogą być wydzielane przez tzw. pola porowate (areae porosae). Substancje te są wykorzystywane do wytworzenia trucizny przez drzewołaza karłowatego, południowoamerykański gatunek płaza. Gdy żaby te karmi się dietą pozbawioną mechowców, ich trucizna traci swe właściwości.
Przedstawiciele rodziny Zetorchestidae posiadają specjalnie przekształconą czwartą parę odnóży, która umożliwia im skoki. Najdłuższy zarejestrowany w laboratorium skok wynosił 14,6 cm, czyli prawie 290 razy więcej niż wynosi długość ciała roztocza.
Niektórzy przedstawiciele superodziny Damaelidae oraz rodzaju Camisia pokrywają swoją ciało wylinkami, oraz cząsteczkami organicznymi i mineralnymi, co zapewnia im kamuflaż oraz chroni przed wysychaniem. W przypadku Camisia obecność tej adaptacji prawdopobniej sprawiła, że obrona chemiczna ze strony gruczołów opistonotalnym przestała być konieczna i przyczyniła się do uwstecznienia ich struktur. 

## Znaczenie
Mechowce jako saprofagi biorą udział w obiegu materii organicznej, lecz pełnią również funkcje żywiciela pośredniego dla wielu tasiemców, głównie z rodziny Anoplocephalidae np. Anoplocephala perfoliata, Moniezia expansa, Moniezia benedeni. Zaliczają się tutaj pasożyty koni, owiec, bydła oraz innych ssaków. Roztocze zarażają się larwami tasiemców, zjadając ich jaj. Pierwsze stadium rozwojowe, czyli onkosfery wylęgają się z jaj, po czym przekształcają się wewnątrz żywiciela pośredniego w cysticerkoid. Infekcja M. expansa oraz M. benedeni może powodować sterylizacje samic roztoczy. Konie i inni żywiciele ostateczni zarażają się pasożytem najprawdopodobniej poprzez przypadkowe zjedzenie mechowców podczas wypasu.